# Kouvot
Kouvot is een Finse basketbalclub uit Kouvola opgericht in 1964 die uitkomt in de Korisliiga sinds 1993.

## Geschiedenis
Kouvot speelt sinds 1993 in de Finse hoogste klasse ze werden sindsdien vier keer landskampioen, vier keer tweede en een keer derde. In 1998 wonnen ze ook hun enige Finse basketbalbeker. Ze waren daarnaast vier keer verliezend finalist.

## Erelijst
- Fins landskampioen: 1995, 1999, 2004, 2016
  - Tweede: 1997, 1998, 2008, 2019
  - Brons: 2010

- Finse basketbalbeker: 1998
  - Finalist: 1997, 2001, 2003, 2007

## Coaches
| Jaar      | Coach           |
| --------- | --------------- |
| 1993-1996 | Risto Piipari   |
| 1996-1997 | Timo Nieminen   |
| 1997-1999 | Risto Piipari   |
| 1999-2001 | Timo Nieminen   |
| 2001-2002 | Harri Mannonen  |
| 2002-2005 | Jouni Grönroos  |
| 2005      | Anton Mirolybov |
| 2005-2006 | Risto Piipari   |
| 2006-2010 | Jukka Toijala   |
| 2010-2016 | Jyri Lehtonen   |
| 2016-2017 | Pieti Poikola   |
| 2017-2019 | Jyri Lehtonen   |
| 2019-2020 | Tuomas Oja      |
| 2020-2021 | Antti Hurri     |
| 2021-2024 | Jyri Lehtonen   |
| 2024-     | Tom Cooman      |

## Bekende oudspelers
| - David Bell - Silas Melson - Gregg Thondique - Avery Woodson - Austin Butler |